# Fleischhacker János
Fleischhacker János (Galgóc, 1740. március 20. – Ürmény, 1803. január 17.) jogász, jogakadémiai tanár.

## Élete
Tanulmányainak bevégezte után korrepetitor volt a bécsi Theresianumban; azután a gróf Zichy családnál uradalmi ügyész; 1777-től a nagyszombati, 1784-től 1800-ig a pozsonyi jogakadémián a magánjog tanára, jogkari dékán és 1785–1800-ig aligazgató volt. Betegeskedése miatt letette hivatalát, egy ideig Pozsonyban és egy évig Ürményben visszavonultan élt.

## Művei
- Positiones historiae, juris hungarici. Tyrnaviae, 1778.
- Divus Ivo oratione panegyrica celebratus, dum in academica soc. Jesu D. Joannis Baptistae basilica inclyta facultas juridica annuos honores eidem divo tutelari suo solenni ritu instauraret. Anno 1791. mense Majo die XXXI. Tyrnaviae, 1791.
- Historia juris hungarici. Posonii, 1791. (Hozzá: Prolegomena juris hungarici.)
- Institutiones juris hungarici, praemissis ejusdem historia ac prolegominis, tres in libros divisae. Posonii, 1792. (2. kiadás. Posonii, 1795.
- Tentamen publicum ex universo jure publico hungarico, ac jurisprudentia-criminali quod auctoritate et consensu… Josephi e comitibus Szapáry… in regia academia Posoniensi 1796. e praelectionibus J. N. F. subierunt Mich. Gegus, Kamber Joannes, Franc. Reichl. Posonii.

Kéziratos művei: Jus civile hungaricum és Questiones ex universo jure hungarico, Posonii, 1791.